# Trương Đức Thành

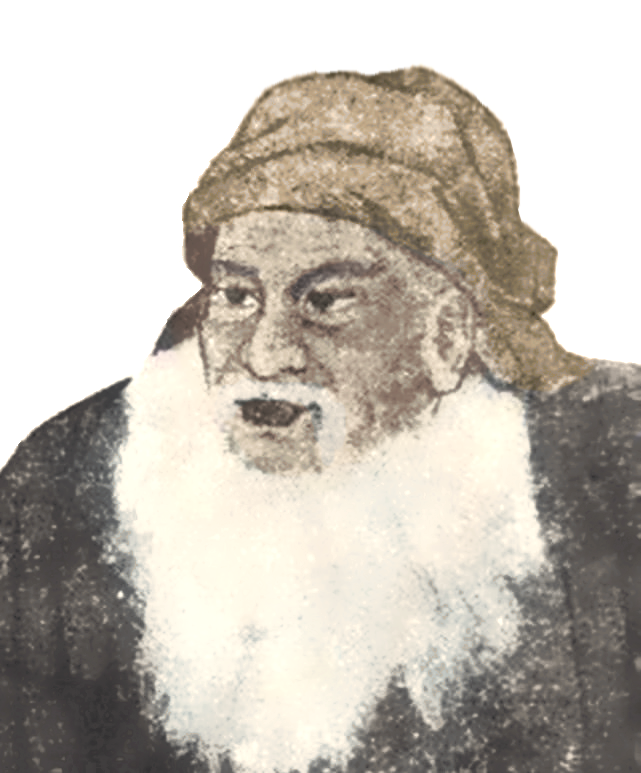
Chân dung Trương Đức Thành

Trương Đức Thành (tiếng Trung giản thể: 张德成; tiếng Trung phồn thể: 張德成; bính âm: Zhāng Déchéng; phiên âm Wade-Giles: Chang De-Cheng; phiên âm tiếng Anh: Zhang Decheng; Sinh: 1846, Đế quốc Đại Thanh; Mất: Tháng 7, 1900) là một nhà dân tộc chủ nghĩa người Hoa và lãnh đạo Tối cao của cuộc Khởi nghĩa Nghĩa Hòa Đoàn. Mặc dù ông dành phần lớn tuổi trẻ của mình để kiếm ăn bằng nghề lái đò, Trương dành phần lớn thời gian trong cuộc Khởi nghĩa Nghĩa Hòa Đoàn với tư cách nhà Lãnh đạo của một nhánh do ông thành lập với tên gọi là "Nắm đấm của Công Lý và Hòa Bình".

## Tiểu sử
Sinh ra ở Tảo Trang hoặc một ngôi làng nằm ở vùng Đồng Xuyên thuộc tỉnh Trực Lệ vào thời nhà Thanh, Trương dành gần như cả thời thanh xuân làm nghề lái đò quanh sông Đại Khánh, Tử Nha Hà và nhiều con sông khác ở Trực Lệ.
Nhiều năm sau, chứng kiến sự ảnh hưởng mạnh mẽ của các nước Tây phương đối với các vùng phía Bắc Trung Quốc, đặc biệt là hành động của các giáo sĩ Ki Tô, Trương Đức Thành và những người cùng chí hướng thành lập các hội kín với mục đích "diệt Tây". Mặc dù Hội "Nắm đấm của Công Lý và Hòa Bình" đã tồn tại từ giữa những năm 1890, họ không được nhà Thanh và người Tây chú tâm đến cũng như không có ảnh hưởng đến quan hệ ngoại giao quốc tế vì số lượng người tham gia ít ỏi, tầm ảnh hưởng thấp và địa bàn hoạt động chỉ dừng lại ở cấp địa phương. Năm 1899, một người đồng chí của Trương đã đề nghị phân chia quyền lực theo chức vụ tại một cuộc họp của Hội tại Vương Khẩu. Trương Đức Thành được coi như "Số 1" - nhà lãnh đạo Tối cao và Tào Phúc Điền trở thành "Số 2". Hai người này đóng góp vai trò quan trọng trong việc tạo dựng lực lượng quân sự cũng như kiến tạo nên Trung đoàn đầu tiên của phong trào. Để gây thanh thế với nhân dân, Trương đã tuyên bố mình có siêu năng lực bằng cách bày ra một trò bịp và tuyên bố rằng mình có chiếu chỉ từ Thượng Đế. Vào thời gian đó, phong trào đã có vài ngàn người tham gia.
Vào đầu tháng 6 năm 1900, Trương Đức Thành tự mình đến gặp mặt Tổng đốc Trực Lệ. Ông tự xưng là nhà sáng lập phong trào Nghĩa Hòa Đoàn, và Tổng đốc hứa sẽ cung cấp cho nghĩa quân tiền bạc và vũ khí. Các nguồn tin Tây phương không còn nhắc đến ông sau sự kiện này.

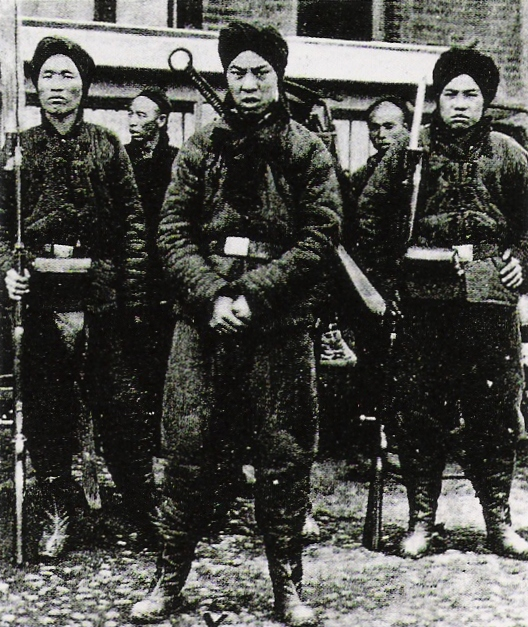
Lính Nghĩa Hòa Đoàn, còn gọi là "Boxer"